# Masochist
Masochist è il primo album del gruppo statunitense deathcore Elysia, uscito il 25 giugno 2006.
Originariamente era previsto per essere pubblicato su This City Is Burning Records, ma a causa di problemi il gruppo è stato costretto a pubblicarlo indipendentemente. Piani per una ri-registrazione con la Tribunal Records sono falliti a causa dell'abbandono del batterista, Joey Rommel, appena prima di entrare in studio.
È stato in seguito ripubblicato nel 2008 dalla Ferret Records.

## Tracce
1. Disgust – 0:17
2. Masochist – 4:54
3. Filthy – 3:45
4. Malignancy – 3:40
5. Triumph – 3:47
6. Theocracy – 3:01
7. Xenophobia – 2:07
8. Incinerate – 4:04
9. Sadist – 3:24
10. Swine – 4:02

Durata totale: 33:01